# 素坤逸路

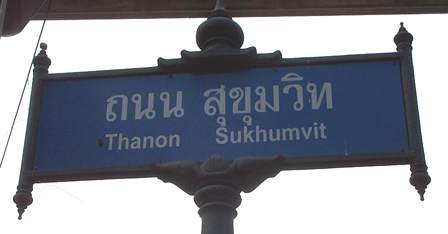
泰英對照的素坤逸路的路牌

素坤逸路 （音素換寫：T̄hnn s̄uk̄humwith，皇家轉寫：Thanon Sukhumvit），又名泰國3號公路，為泰國的主要公路，由首都曼谷向東南部延伸，全長超過400公里，接通噠叻府。
它以第五任公路部長Phra Pisan Sukhumvit來命名。它是泰國的四條主要公路之一，其它為拍鳳裕庭路（Phahon Yothin，一號公路）、友誼路（二號公路）及碧甲盛路（四號公路）。

## 路線
素坤逸路從曼谷開始，作為拍喃大馬路（Rama I）及奔集路（Phloen Chit）的延續，它們橫貫巴吞旺縣，它沿著孔提縣及宛他那县的邊界通行，然後穿過拍崑崙縣及挽叻縣。然後它跨越曼谷及北欖府及北柳府的邊界，再向南通過春武里府及羅勇府，東南通過尖竹汶府，止於噠叻府的府會。此時與柬埔寨邊境只有100公里的距離。
在春武里府穿過的城市有春武里市，拉加班、邦拉蒙鄉鎮、是拉猜及博多耶（Pattaya）。

## 曼谷
在首都曼谷，素坤逸路作為一個主要的商業街，就算在傍晚時段都總是交通堵塞。乍聿-瑪項納幹高架高速公路（Chalerm Mahanakhon Expressway）有一個出口在「素坤逸一街」。叻猜拉披色路（Ratchadaphisek Road）與素坤逸路在阿速街（Asok）相交。
此地帶有曼谷大眾運輸系統蘇坤蔚線的高架電車服務，從慕七車站經該線與是隆線交匯的站至翁聿站（約為「素坤逸八十一街（詩里樸街）」）。曼谷地鐵素坤逸站則位於與曼谷大眾運輸系統交匯處的阿速站。
從「素坤逸一街」至「素坤逸六十三街」都是受西歐移民歡迎的住宅區。日本移民則偏向喜歡從「阿速街」往上，尤其是「通羅街」，那裡的租金稍高。「素坤逸十二街」則主要居住印度移民。
介乎「阿速街」至「素坤逸廿三街」的牛仔街一帶及那那廣場（「素坤逸四街」）盡是妓院、各種等級的餐廳，以及觀光飯店及高檔次購物中心。「素坤逸六十三街」上有「東線長途客車總站」。
| 橫街號碼 | 橫街名稱               | 備注                              |
| -------- | ---------------------- | --------------------------------- |
| 3        | 那那北街               | 與「那那南街」對正                |
| 21       | 阿速街（Asok）         | 叻猜拉披色街的部分（銀禧內環路）  |
| 22       | 南鐵街（Nam Thap）     |                                   |
| 23       | 巴訕密街（Prasanmitr） | Srinakharinwirot University在街尾 |
| 24       |                        | Emporium 及鵬蓬站                 |
| 39       | 鵬蓬街                 |                                   |
| 49       | 岡街（Khlong）         |                                   |
| 55       | 通羅街（Thong Lo）     | Pridi Banomyong 學院              |
| 63       | 億甲邁街（Ekkamai）    | 對面為「東線長途客車總站」        |
| 71       | Pridi Banomyong        | 以修路者命名。                    |
| 77       | 翁律街（Onnut）        | 主要連接Lat Krabang及曼谷國際機場 |
| 103      | 鄔隆戌街（Udomsuk）    |                                   |
| 105      | 拉訕街（La Salle）     |                                   |
| 107      | Bearing                |                                   |

## 外部連結
13°44′34.09″N 100°33′1.46″E / 13.7428028°N 100.5504056°E